# Rubén Uriza
Rubén Uriza Castro (1919. május 27., Huitzuco – 1992. augusztus 30.) olimpiai bajnok mexikói lovas díjugrató. 1948-ban tagja volt annak a csapatnak, amely megszerezte Mexikó történetének második olimpiai aranyérmét, egyéniben pedig ezüstöt nyert.

## Élete és pályafutása
1919-ben született Guerrero állam egyik hegyvidéki kisvárosában, Huitzucóban. Apja, Manuel Uriza, mezőgazdasággal foglalkozott, anyja, Tayde Castro, tanítónő volt abban az iskolában, ahova a fiú is járt. Két nagybátyja, Abraham Castro és Rosendo V. Castro zapatista forradalmár volt. Mivel a családnak is voltak lovai, és a hegyek között amúgy is mindig lóval közlekedtek a környék lakói, a gyermek igen fiatalon megszerette a lovaglást, már akkor szívesen ült lóháton, amikor még járni sem tudott. Első lovát Rabucasnak hívták, vele tanult meg igazán lovagolni, és ezt annak ellenére sem hagyta abba, hogy egyszer, nagyjából 14 éves korában súlyos baleset érte: amikor megpróbált leszállni a lóról, beleakadt a kötőfékbe, a ló pedig megijedt, vadul futni kezdett, miközben ő ott lógott az oldalán. Végül eszméletét vesztve talált rá apja.
Körülbelül 16 éves volt, amikor szülei Mexikóvárosba küldték tanulni a Colegio Miliar katonai iskolába. Felfigyelve a lovakkal kapcsolatos tehetségére,  néhány hónap múlva már lovas versenyekre is benevezték. 1943-ban, Rhin nevű lovával egy díjugratópályát kétszer is hibátlanul teljesítve megnyert egy francia kupát, a következő évben pedig a Malinche, a Campeón és a Maravilla nevű lovakkal több hazai versenyen is győzedelmeskedett. 1946-ban Aguila Negra nevű lován az Universal Gráfico nevű versenyt is megnyerte, 1947-ben pedig ismét Maravillával egy nemzetközi minősítőversenyen is győzött. Ezek után mutatta be neki egy másik híres lovas, Humberto Mariles a Hatuey nevű lovat, amely 1938-ban Chihuahuában jött a világra, és amely gyorsan elnyerte Uriza tetszését. Novemberben már Hatueyjel versenyezve vett részt sikerrel több különböző nemzetközi eseményen, 1948-ban pedig ugyanezzel a lóval szerepelt a londoni olimpiát megelőző európai versenyeken és magán az olimpián is. Májusban Rómában kezdetben csak harmadik és negyedik helyeket szerzett, de ezek után a legjobb európai lovasokat is megelőzve több győzelmet is aratott. Svájcban is második, harmadik és negyedik lett a különféle eseményeken, az olimpián pedig egyéniben ezüstérmet nyert díjugratásban, csapatban pedig (ahol Marilesen kívül Alberto Valdés Ramos volt még a társa) olimpiai bajnok lett.
1949-ben Harrisburgban, New Yorkban és Torontóban a mexikói lovasok, köztük Uriza 29 versenyen indultak (vegyesen voltak köztük egyéni és csapatszámok is), ebből pedig 24-et meg is nyertek, háromszor második, kétszer pedig harmadik helyet szereztek. Uriza utoljára 1950 elején versenyzett az akkor már 12 éves, kiöregedő Hatueyjel. A ló végül olyan sérüléseket is szenvedett, amelyekből nem tudott felgyógyulni, és egy León melletti ranchóra helyezték át. Itt 1953-ban egykori gazdája, Uriza még meglátogatta egyszer, de a ló hamarosan elpusztult.
Amikor az 1952-es helsinki olimpiára készültek, már sem Mariles lova (Arete), sem Hatuey nem állt rendelkezésre, ráadásul a két lovas között is megromlott a viszony. Uriza egy Hatueyhez hasonló, de sokkal engedetlenebb, nehezebben kezelhető Tapatío nevű lovat kapott Marilestől, de vele is sikerült jó kapcsolatot kialakítania és jó eredményeket elérnie: az olimpia előtt Aachenben első, Stockholmban második lett, a madridi Generalísimo versenyen pedig, ahol a szervezők a lehetséges legnehezebb pályát állították össze, egyike volt annak a négy versenyzőnek, akiknek hibátlanul sikerült teljesíteniük. Madridban azonban, nem sokkal az olimpia előtt, 1952 májusának végén, egyik reggel meglepődve hallotta meg a hírt, hogy lovát, Tapatíót az ő tudta nélkül 25 000 pesetáért valakik megvásárolták. Jogilag ez azért volt lehetséges, mert attól még, hogy ő versenyzett vele, valójában a ló nem az ő tulajdona volt. A tulajdonossal történő egyeztetésben pedig az Urizával egyre rosszabb viszonyban levő, de magasabb pozícióban álló Mariles vett részt, ő engedélyezte az adásvételt. Uriza az addig tartalék lóként szolgáló Veracruzanót és Cordobést kapta meg, de érezte rajtuk, hogy ezek kevésbé alkalmas lovak, mint Tapatío lett volna. Végül ki is maradt az olimpiai csapatból.
A következő években edzőként dolgozott, de az 1964-es tokiói olimpián az általa edzett csapatnak nem sikerült sikereket elérnie. Részt vett az 1968-as mexikóvárosi olimpia lovasversenyeinek megszervezésében is, 1971-ben pedig újból a nemzeti csapat edzőjének nevezték ki: tanítványai a Caliban rendezett Pánamerikai Játékokon egy egyéni aranyat és egy csapatezüstöt nyertek.
1980 és 1982 között Guerrero állam helyettes szenátora volt. Feleségét Estela Cerdának hívták, és öt gyermekük született: Manuel, Rubén, Silvia, Laura és Raúl. Manuel és Rubén szintén lovaglással foglalkozott, utóbbi részt vett az 1972-es müncheni olimpián is.